# George Henry Hamilton Tate
Aquest autor és citat en taxonomia animal amb el nom «Tate».
George Henry Hamilton Tate (30 d'abril del 1894 - 24 de desembre del 1953) fou un botànic i zoòleg estatunidenc nascut a Anglaterra. Treballà com a especialista en mamífers pel Museu Americà d'Història Natural de Nova York.

## Biografia
Era germà de Geoffrey Tate.
El 1912 emigrà d'Anglaterra a Nova York amb la seva família. Del 1912 al 1914 treballà com a telegrafista a Long Island. Després s'uní a l'exèrcit britànic per a lluitar a la Primera Guerra Mundial. Al final de la guerra, estudià a l'Imperial College London de Londres sense obtenir un títol. Després tornà als EUA i es convertí en assistent de camp en mastologia al Museu Americà d'Història Natural. El 1927 completà el seu Bachelor of Science per la Universitat de Colúmbia a Manhattan i es convertí en ciutadà dels Estats Units.
El setembre del 1927, patrocinat pel Museu Americà d'Història Natural, inicià la cerca de Paul Redfern, l'aviador perdut.
Durant la seva vida escrigué diversos llibres sobre temes com els de Sud-amèrica Marmosa (opòssums) i mamífers del Pacífic i l'Àsia oriental.

## Selecció de publicacions
- 1930. Notes on the Mount Roraima Region. Reimprès d'Am. Geographical Soc. 16 p.
- 1933. A systematic revision of the marsupial genus Marmosa
- 1935. The taxonomy of the genera of neotropical hystricoid rodents
- 1937. Some marsupials of New Guinea and Celebes
- 1941. Review of Myotis of Eurasia. Bull. 78.
- 1943, amb Thomas Donald Carter (1893-?) Animals of the Pacific world
- 1944. A List of the Mammals of the Japanese War Area. 3 v.
- 1945. Mammals of the Pacific World
- 1947. Mammals of Eastern Asia. 366 p.
- 1948. Studies in the Peramelidae (Marsupialia)
- 1951. The Rodents of Australia and New Guinea. 244 p.
- 1953. Summary of the 1948 Cape York (Australia) Expedition